# 海老原淳
海老原 淳（えびはら あつし、1965年 - ）は、日本の植物学者。国立科学博物館植物研究部陸上植物研究グループ所属。植物分類学を研究分野とし、主にシダ植物について研究している。東京大学出身。

## 経歴
- 2014年 - : 植物研究部陸上植物研究グループ研究主幹[2]
- 2011年 - : （兼）分子生物多様研究資料センター員
- 2007年 - 2014年 : 植物研究部陸上植物研究グループ研究員
- 2006年 - 2007年: 植物研究部植物第4研究室研究員

## 所属
- 2020年度 : 独立行政法人国立科学博物館, 植物研究部, 研究主幹[3]
- 2014年 - 2020年 : 独立行政法人国立科学博物館, 植物研究部, 研究主幹
- 2016年 : 国立科学博物館, 植物研究部, 研究主幹
- 2013年 - 2015年 : 独立行政法人国立科学博物館, その他部局等, その他
- 2012年 - 2014年 : 独立行政法人国立科学博物館, 植物研究部, 研究員
- 2011年 : 国立科学博物館, 動物研究部, 研究員
- 2006年 - 2010年 : 独立行政法人国立科学博物館, 植物研究部, 研究員

## 学会活動
- 自然史学会連合 会計幹事[4]
- 日本植物分類学会 庶務幹事（2019年-）
- 日本分類学会連合 データベース幹事（2008年-）
- 日本植物学会
- 日本シダ学会

## 学会発表
- 海老原 淳, 2009. シダ植物の網状進化と野生配偶体 －ハイホラゴケ群を例に. 第41回種生物学シンポジウム, 八王子.
- 海老原 淳, 2009. 昆虫とは（たぶん）だいぶ異なる植物の多様性研究事情. 日本昆虫学会第69回大会，津.
- 海老原 淳・神保 宇嗣・伊藤 元己・加藤 雅啓, 2009. 系統的多様性(PD)から見た日本産シダ植物のホットスポット. 日本植物学会第73回大会，山形．
- 五十畑 貴生・海老原 淳・和田 浩志・朝川 毅守・綿野 泰之, 2009. フモトシダの推定隠蔽種間の生殖的隔離とその進化の起源. 日本植物学会第73回大会，山形．
- 山本 薫・大槻 涼・海老原 淳・林 蘇娟・角川(谷田辺) 洋子・村上 哲明，2009. ベニシダ類の無配生殖型と有性生殖型が混生する伊豆大島集団の解析. 日本植物学会第73回大会，山形．
- 海老原 淳・山岡 麻美・迫田 曜・深澤 百合・今市 涼子，2009. 「独立配偶体種」は日本にもあるか？ 日本植物分類学会第8回大会，仙台．
- 山本 薫・大槻 涼・海老原 淳・林 蘇娟・村上 哲明，2009. ベニシダ類における無配生殖型と有性生殖型の混生集団の解析．日本植物分類学会第8回大会，仙台．
- 迫田 曜・辻田 有紀・海老原 淳・遊川 知久・今市 涼子, 2009. シダ植物リュウビンタイ、ゼンマイの野生配偶体は菌根菌を持つ．日本植物分類学会第8回大会，仙台．
- 海老原 淳・松本 定，2008．野生絶滅種シビイタチシダ(オシダ科)の現状とその起源．日本植物学会第72回大会，高知．
- 海老原 淳，2008．シダ植物の配偶体フロラ～分子同定で見えてきたもう一つの世界～．日本進化学会2008年東京大会，東京．
- 海老原淳・水上直子・徳留加奈子・今市涼子，2008．奥多摩に生育するシダ植物配偶体の分子同定:「配偶体フロラ」の解明に向けて．日本植物分類学会第7回大会，東京.
- 水上直子・徳留加奈子・海老原淳・高橋直子・今市涼子, 2008. シダ植物の野生配偶体の分子同定と形態～培養配偶体との比較～．日本植物分類学会第7回大会，東京.
- 長本三鈴・林蘇娟・鈴木武・海老原淳・盧海声・劉剣秋・徐自坤・武素功・岩槻邦男, 2008. 中華人民共和国福建省武夷山におけるPolystichum otomasui Kurata (Dryopteridaceae)の新分布．日本植物分類学会第7回大会，東京.
- 秋山忍・海老原淳，2008．トリアシショウマとアカショウマ（ユキノシタ科チダケサシ属）の系統関係と地理分布．日本植物分類学会第7回大会，東京.
- 五十畑貴生・海老原淳・朝川毅守・綿野泰行, 2008. フモトシダの推定隠蔽種の日本及び近隣地域における分布．日本植物分類学会第7回大会，東京.
- Ebihara, A. & S. Hennequin, 2007. Is Hymenophyllum polyanthos a true cosmopolitan species?. 4th Symposium on Asian Pteridology, Mindanao, Philippines.
- 海老原淳・綿野泰行・岡田晋作・佐橋紀男，2007．オオハナワラビ・シチトウハナワラビ複合体の分子マーカーによる解析．日本植物学会第71回大会，野田.

## 出版物
- 海老原淳（著）・日本シダの会（企画・協力）, 2017. 日本産シダ植物標準図鑑II, 学研プラス, 507p.
- 海老原淳（著）・日本シダの会（企画・協力）, 2016. 日本産シダ植物標準図鑑I, 学研プラス, 475p. ISBN 978-405405356-4（2016年7月発行）
- 岩科司・海老原淳(編), 2014. ウォッチング日本の固有植物, 東海大学出版会, 146p.
- 加藤雅啓・海老原淳（編)，2011. 日本の固有植物(国立科学博物館叢書11), 東海大学出版会, 503p.
- 海老原淳, 2009. シダ植物門．In 高知県植物誌編纂委員会（編），高知県植物誌，33-126.
- 海老原淳, 2008. 南太平洋のシダ植物研究略史と参考文献．In 加藤雅啓・中村武久・松本定・海老原淳（編），南太平洋のシダ植物図鑑（国立科学博物館叢書８），277-282．
- 海老原淳, 2008. コケシノブ科．In 加藤雅啓・中村武久・松本定・海老原淳（編），南太平洋のシダ植物図鑑（国立科学博物館叢書８），39-58.
- 大橋広好・永益英敏・海老原淳・早坂英介・池谷祐幸・黒沢高秀・邑田仁・仲田崇志・中井秀樹・根本智行・野崎久義・岡田元・米倉浩司[訳，編集]，2007．国際植物命名規約（ウィーン規約）2006 日本語版．日本植物分類学会，上越市．